# العمى والتعليم

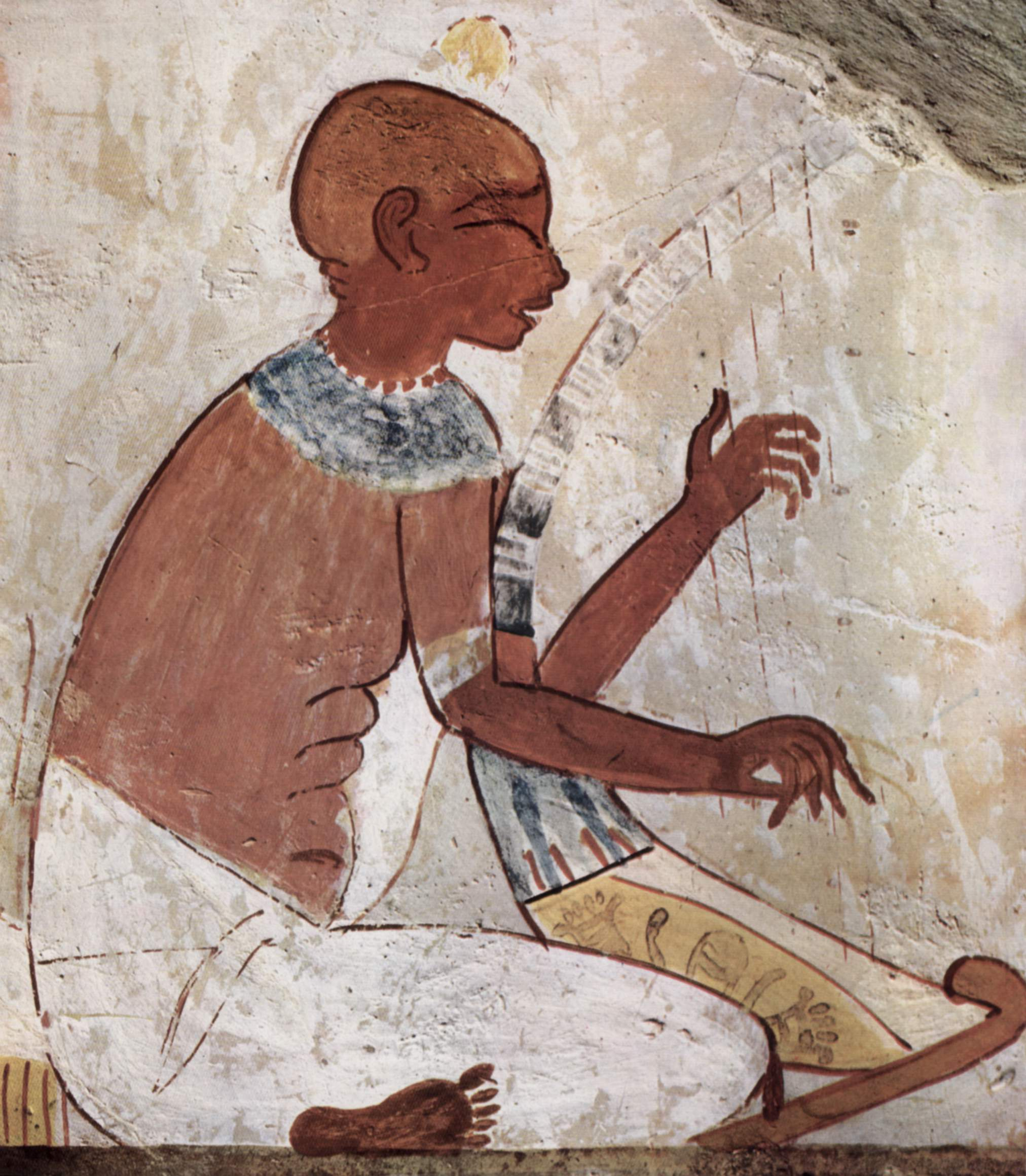

شمل موضوع العمى والتعليم مناهج متطورة وتصورات عامة حول أفضل السبل لتلبية الاحتياجات الخاصة للطلاب المكفوفين. إن إضفاء الطابع المؤسسي على المكفوفين في المصحات يمتد في التاريخ إلى أكثر من ألف عام، ولكن لم تبدأ السلطات بإنشاء المدارس لهم حتى القرن الثامن عشر، حيث تعلّم الأطفال المكفوفون -خاصة أولئك الأكثر امتيازًا- في مثل هذه البيئات المتخصصة. قدمت هذه المؤسسات التدريب المهني البسيط والتكيفي، بالإضافة إلى الأسس في المواد الأكاديمية بأشكال بديلة. أُتيح الأدب، على سبيل المثال، للطلاب المكفوفين عبر الحروف الرومانية البارزة.

## مصر القديمة
كان المصريون القدماء أول حضارة تبدي اهتمامًا بأسباب وعلاجات الإعاقة وخلال بعض الفترات سُجِّل أن المكفوفين يمثلون جزءًا كبيرًا من الشعراء والموسيقيين في المجتمع. في المملكة المصرية الوسطى (من 2040 إلى 1640 قبل الميلاد)، كان عازفو القيثارة المكفوفون يُرسَمون على جدران المقابر. ولم يكن المصريون القدماء مهتمين بأسباب العمى وعلاجه فقط وإنما أيضًا بالرعاية الاجتماعية للفرد.

## المؤسسات الأولى للمكفوفين
إحدى أوائل المؤسسات التي خُصِّصت للمكفوفين هي المستشفى الملكي des Quinze Vingts الذي أنشأه الملك الفرنسي للجنود الذين فقدوا بصرهم. كان على المتقدمين أن يكونوا مكفوفين وفقراء على حد سواء ويجنون 24 فلسًا في اليوم مقابل طعامهم وملابسهم. برع بعض المقيمين في الأعمال الحرفية من دون أن يتلقوا أي تعليم رسمي.
أُسِّست المصحات للمكفوفين الكادحين في أدنبره وبريستول في عام 1765، ولكن أول مدرسة لتعليم المكفوفين تحديدًا أنشأها هنري دانيت في ليفربول كمدرسة لتعليم المكفوفين المعوزين في عام 1791. علّمت هذه المدرسة الأطفال المكفوفين مهارات متنوعة في الحرف اليدوية على الرغم من عدم وجود تعليم رسمي على هذا النحو. من المؤسسات الأخرى التي أنشئت في ذلك الوقت هي: مدرسة المكفوفين المعوزين في لندن، ومصحة ومدرسة المكفوفين المعوزين في مدينة نوريتش.
في فرنسا، أُنشأ فالنتين هاوي المعهد الوطني للأطفال المكفوفين في عام 1784. ظهر دافع هاوي لمساعدة المكفوفين عندما شهد تعرّض المكفوفين للسخرية خلال احتفال ديني في الشارع. في مايو 1784، في سان جيرمان دي بري، التقى فالنتين بمتسول شاب، هو فرانسوا ليسوير الذي كان أول طالب له. طوّر فالنتين طريقة الحروف النافرة، لتعليم ليسوير القراءة، وتأليف الجمل. حقق ليسوير تقدمًا سريعًا، وأعلن هاوي نجاح الطريقة في سبتمبر 1784 في مجلة باريس، وفي حينها تلقى تشجيعًا من الأكاديمية الفرنسية للعلوم.
بمساعدة الجمعية الخيرية، أسس هاوي معهد الشباب المكفوفين، أو المعهد الوطني للأطفال المكفوفين في فبراير 1785. بناءً على ورشة الغزل الخيرية للمكفوفين، افتُتحت مؤسسة الأطفال المكفوفين في 26 ديسمبر 1786. كان الغرض منها هو تثقيف الطلاب وتعليمهم العمل اليدوي: الغزل وطباعة الحروف.

## نظام بريل

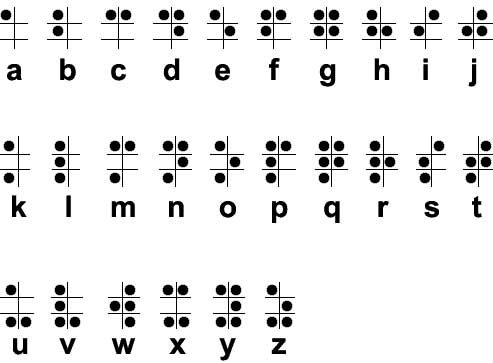
أبجدية بريل.

درس لويس بريل في مدرسة هاوي في عام 1819 ثم أصبح معلمًا هناك في وقت لاحق. سرعان ما أصبح عازمًا على تصميم نظام للقراءة والكتابة يمكنه ردم الفجوة الحرجة في التواصل بين المبصرين والمكفوفين. قال بريل: «إن إمكانية التواصل تعني بالمعنى الأوسع الوصول إلى المعرفة، وهذا أمر مهم للغاية بالنسبة لنا إذا أردنا نحن [المكفوفين] عدم الاستمرار في تلقي رعاية المبصرين المتعالين أو احتقارهم. نحن لسنا بحاجة إلى الشفقة، ولا نحتاج إلى تذكيرنا بأننا ضعفاء. يجب أن نُعامل على قدم المساواة - والتواصل هو الطريقة التي يمكن بها تحقيق ذلك».
في عام 1821، علم بريل بشأن نظام اتصال ابتكره النقيب تشارلز باربييه من الجيش الفرنسي. كانت «الكتابة الليلية» التي اخترعها باربييه، عبارة عن شيفرة من النقاط والشرطات المطبوعة على ورق سميك. يمكن تفسير هذه الانطباعات بالكامل بواسطة الأصابع، ما يسمح للجنود بمشاركة المعلومات في ساحة المعركة دون الحاجة إلى وجود ضوء أو الكلام.
تبين أن شيفرة النقيب كانت معقدة للغاية ولا يمكن استخدامها بشكلها العسكري الأصلي، لكنها ألهمت بريل لتطوير نظام خاص به. عمل بريل بلا كلل على أفكاره، وأُكمل نظامه إلى حد كبير بحلول عام 1824، عندما كان عمره خمسة عشر عامًا فقط. ابتكر بريل نظامًا جديدًا من كتابة باربييه الليلية من خلال تبسيط شكلها وزيادة كفاءتها، إذ وضع أعمدة موحدة لكل حرف، وقلل عدد النقاط البارزة من اثني عشر إلى ستة. نشر نظامه في عام 1829، وفي إصدار الطبعة الثانية في عام 1837، حذف الشرطات لأنها كانت صعبة للغاية في القراءة. بشكل أساسي، كانت خلايا بريل الأصغر سهلة، إذ يمكن تمييزها كحروف من لمسة واحدة بالإصبع.

## تعليم المكفوفين
كانت مدرسة يوركشير للمكفوفين في إنجلترا أول مدرسة تركز على تقديم التعليم المناسب لهم. تأسست في عام 1835، ودرّست الحساب والقراءة والكتابة، بينما في مدرسة جمعية لندن لتعليم القراءة للمكفوفين، التي تأسست في عام 1838، كان يُنظر إلى التعليم العام على أنه التعليم المثالي الذي سيسهم في ازدهار المكفوفين. قدّم المعلم توماس لوكاس كتابة لوكاس، وهي شكل بدائي للنص المطبوع بحروف بارزة يختلف عن نظام بريل.
كانت المؤسسة العامة للمكفوفين في برمنغهام (1847) إحدى المؤسسات المهمة في ذلك الوقت، إذ قدّمت دورات تدريبية في الأعمال الصناعية إلى جانب منهج دراسي أكثر عمومية. تأسست أول مدرسة للبالغين المكفوفين في عام 1866 في ورسستر، وكانت تسمى كلية أبناء السادة المكفوفين.
في عام 1889، نشرت لجنة إجيرتون تقريرًا أوصى بأن يتلقى المكفوفون التعليم الإلزامي من سن 5 إلى 16 عامًا. أُقِرَّ القانون أخيرًا في عام 1893، كعنصر من عناصر قانون التعليم الابتدائي الأوسع نطاقًا. كفل هذا القانون حق المكفوفين حتى سن 16 عامًا في الحصول على التعليم الابتدائي وكذلك التدريب المهني. 
شهدت ثمانينيات القرن التاسع عشر أيضًا إدخال التعليم الابتدائي الإلزامي للمكفوفين في جميع أنحاء الولايات المتحدة. (ومع ذلك، لم تصدر معظم ولايات الولايات المتحدة قوانين تجعل التعليم الابتدائي إلزاميًا للمكفوفين على وجه التحديد إلا بعد عام 1900).
في هذه الأثناء، كانت شيفرات القراءة -خاصة بريل ونيويورك بوينت- قد لاقت الاستحسان بين المعلمين كحروف بارزة (كان يقول البعض عن كتابة مون بأنها صعبة التعلم ومعقدة الاستخدام، عندها إما ابتُكرت «شيفرات النقاط» أو جُلبت من مدارس عريقة في أوروبا). على الرغم من أن نظام نيويورك بوينت كان مقبولًا على نطاق واسع لفترة من الوقت، ظهر نظام بريل منذ ذلك الحين مظهر المنتصر فيما أطلق عليه بعض مؤرخي العمى «حرب النقاط».
عمل في هذه المدارس الداخلية الأكثر احترامًا المعلمون الأكفاء الذين واكبوا آخر التطورات في النظرية التعليمية. في حين أن بعضًا من أساليبهم تبدو قديمة وفقًا لمعايير اليوم -خاصة فيما يتعلق بخيارات تدريبهم المهني- ساهمت جهودهم في تمهيد الطريق لتعليم الطلاب المكفوفين ودمجهم في القرن العشرين. 
شهدت أوائل القرن العشرين حفنة من الطلاب المكفوفين الذين انضموا إلى مدارس مجاورة لهم وتقدم دعمًا تعليميًا خاصًا. لا يزال يرتاد معظمهم المؤسسات الداخلية، لكن ذلك العدد انخفض باطراد مع مرور السنين -خاصة بعد اعتماد استخدام العصا البيضاء بشكل شائع كأداة للتنقل ورمز للعمى في ثلاثينيات القرن العشرين.

## بنك أنيرودا للمكفوفين
هناك ما يقدر بنحو 253 مليون شخص يعانون من ضعف البصر: 36 مليون شخص أعمى و 217 مليون شخص يعانون من ضعف في البصر بنسبة معتدلة إلى حادة في العالم. مع ما يقرب من 8 ملايين ضعيف النظر في الهند نفسها منهم حوالي 3 ملايين طالبا كفيفا. ووفقًا لقانون الطبيعة عندما لا يعمل عضو حسي في جسم الإنسان، تصبح الأعضاء الحسية الأخرى أكثر نشاطًا للتعويض عن الخلل. في حالة المكفوفين حاستي السمع واللمس تكونان نشطتان للغاية وتلعبان دورا هاما. يدعم بنك أنيرودا للمكفوفين، الذي وضعته مؤسسه شري أنيرودا يوباسانا في مومباي، الهند، بحيث تكون عملية التعليم المكفوفين محبوبة وفريدة من نوعها. ويسجل البنك المناهج الدراسية في 12 لغة مثل الإنجليزية والهندية والماراثية والغوجاراتية والتاميل والكانادا والبنغالية والمالايالامية والتيلجو والسنسكريتية وما إلى ذلك من قبل الأشخاص الذين هم على دراية بلغتهم الأم الخاصة. حتى الآن أحدثت الأقراص المدمجة المسجلة فرقًا في حياة المكفوفين في حوالي 26 ولاية بالهند وفي مناطق قليلة من باكستان المجاورة أيضًا. كما يحافظ البنك على جودة عالية ومعيارية للأقراص المدمجة من خلال التحقق المنتظم والدؤوب.

## اليوم

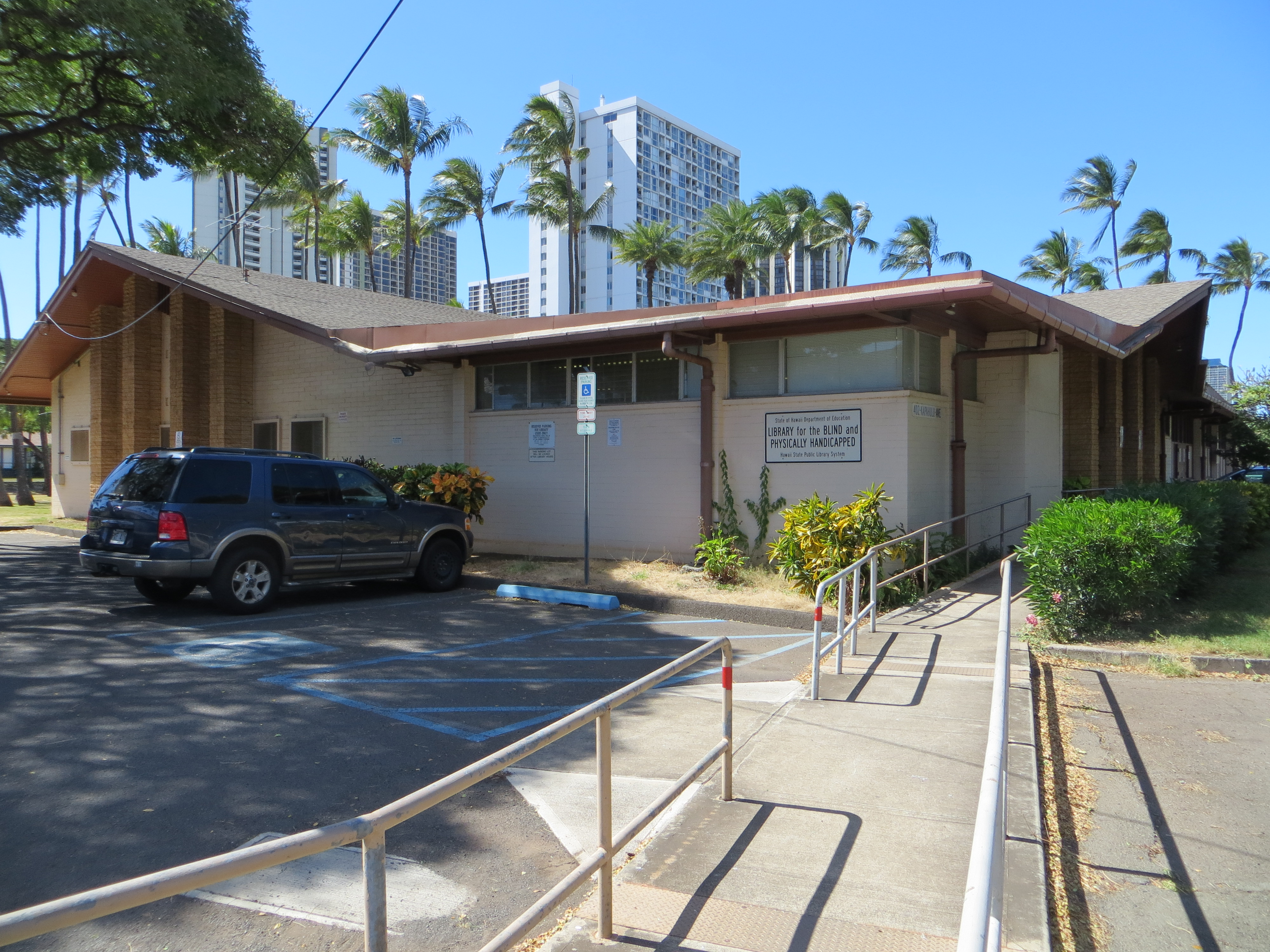
مكتبة هونولولو للمكفوفين وذوي الاحتياجات الخاصة

معظم الطلاب المكفوفين وضعاف البصر يذهبون الآن إلى مدارسهم في المناطق المجاورة، وغالبًا ما تمت مساعدتهم في مساعيهم التعليمية من قبل المعلمين الأكاديميين العاديين وفريق من المهنيين الذين يقومون بتدريبهم على مهارات بديلة كالتدريب على التوجيه والتنقل وعادة ما يتم تدريسه من قبل المتعهدين الذين تلقوا تعليماً في هذا المجال، كما هو الحال في طريقة برايل.
قد يحتاج الأطفال المكفوفون أيضًا إلى تدريب خاص على فهم المفاهيم المكانية والعناية الذاتية، حيث إنهم غالبًا ما يكونون غير قادرين على التعلم بصريًا ومن خلال التقليد كما يفعل الأطفال الآخرون. علاوة على ذلك، فإن الاقتصاد المنزلي والتعليم الذي يتعامل مع علم التشريح ضروريان للأطفال ذوي الإعاقات البصرية الشديدة.
نظرًا لأن 10 في المائة فقط من المسجلين كفاقدين للبصر ليس لديهم رؤية معدومة، يتم تعليم العديد من الطلاب أيضًا استخدام بصرهم بأقصى حد. المزيج من التدريب اللازم المصمم وفقًا للاحتياجات الفريدة لكل طالب والأكاديميين الجامعين يقطع شوطًا طويلًا نحو إنتاج الطلاب المكفوفين وضعاف البصر القادر على التعامل مع العالم بشكل مستقل.